# Gyalí
Gyalí (en grec moderne : Γυαλί signifiant « verre ») est une petite île de la mer Égée située dans le Dodécanèse et administrativement rattachée à l'île de Nissiros située à environ 3 km au sud. Véritable carrière à ciel ouvert, Gyali est exploitée pour ses ressources en pierres ponces.

## Géographie

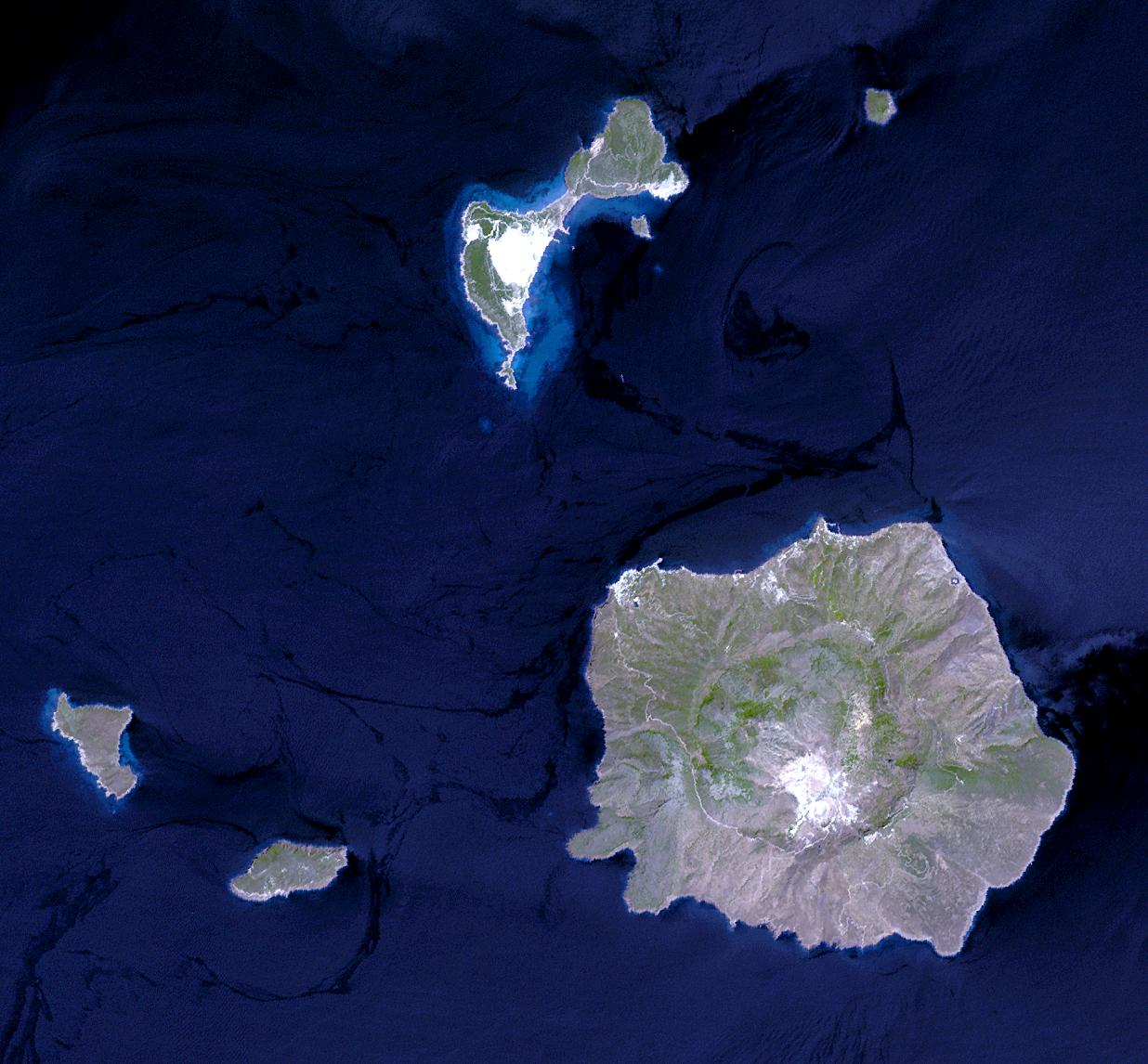
Vue satellite des îles entourant Nissiros, dont Gyali au nord avec la trainée blanche.

Île d'origine volcanique, Gyali est localisée à 3,2 km au nord de Nissiros, à 8,6 km au sud de Kos, et à 20 km au large des côtes de la Turquie. Composée de deux parties unies par un isthme central, elle s'étend sur environ 10 km de longueur et 1,5 km de largeur maximales pour une surface de 4,558 km2.
La partie nord-est de l'île est composée d'obsidienne (ayant donné son nom de « verre » à l'île) issue d'un dôme de lave provenant d'éruptions de ryolithes et la partie sud-ouest de ponce ; l'isthme central est lui le résultat de dépôts sédimentaires maritimes. La dernière éruption connue sur Gyali date de l'Holocène.
Chora est le seul centre habité présent sur l'île où résident de manière permanente environ 10 habitants, officiellement. Par ailleurs, Gyali possède au large de ses côtes deux petits îlots : Agios Antonios et Strogyli Kasou. L'île est desservie par des navettes depuis Pali, le port situé au nord de Nissiros.

## Histoire
Des traces de poteries et d'objets taillés dans l'obsidienne datant du Néolithique (de 4500 à 3200 av. J.-C.) ont été retrouvés sur l'île. Par ailleurs, il a été démontré que l'obsidienne dite « flocon de neige », typique de Gyali, était exploitée au IIIe millénaire av. J.-C. pour réaliser des vases crétois de la Civilisation minoenne. La période hellénistique est marquée par la présence de citernes au nord de l'île et de poteries.
Dans la période contemporaine, l'amiral grec Andreas Miaoulis trouva refuge sur l'île durant la Guerre d'indépendance grecque de 1821. Durant l'occupation italienne du Dodécanèse (1919-1945), l'exploitation de la ponce est fortement développée avec la construction sur Gyali d'installations de chargement des navires (convoyeurs).

## Économie

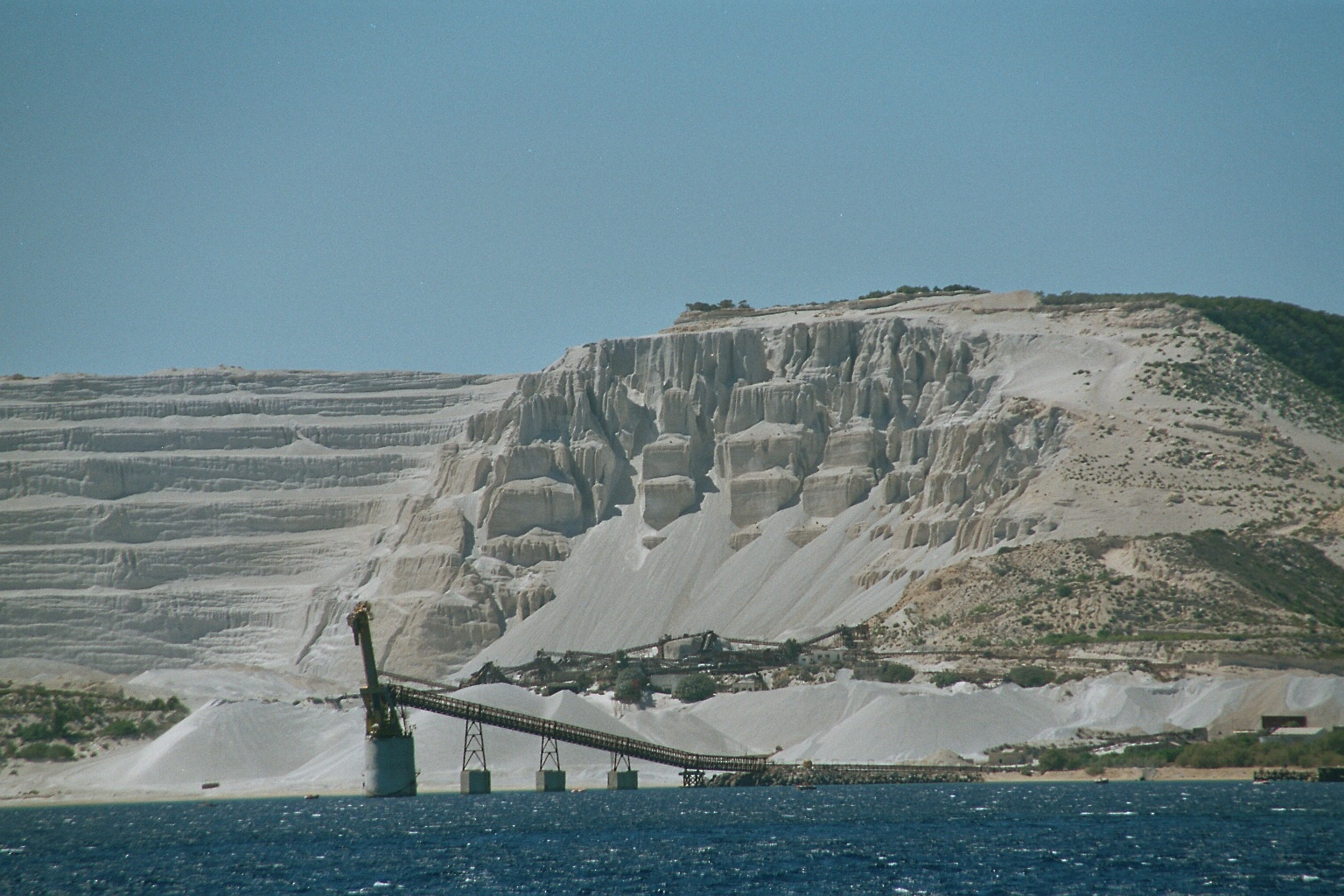
Les carrières de pierre ponce en 2003.

L'économie de l'île est liée depuis des millénaires à l'extraction de la pierre ponce et de l'obsidienne. Fortement développée durant l'occupation italienne, l'exploitation minière de la ponce de l'île est confiée après la Seconde Guerre mondiale à des compagnies d'État grecques. Depuis 1994, l'État a alloué une concession d'environ 175 hectares pour 40 ans à la compagnie privée Aegean Perlites SA qui a une capacité de production sur l'île de 250 000 tonnes de ponces par an (80 tonnes par heure). Les réserves en ponce de Gyali — qui sont les plus importantes de Grèce — sont estimées à 90 millions de m3, permettant une exploitation jusqu'en 2100. La société LAVA Mines et carrières SA, filiale du groupe Heracles, est également implantée sur l'île pour la transformation de la ponce.

## Flore et faune
La flore de l'île est composée principalement de pins de Calabre (dont les plus âgés atteignent 100 ans) et d'arbousiers (Arbutus unedo). Parmi les autres espèces recensées se trouvent Pistacia lentiscus, l'oléastre (Olea europaea var sylvestris), le caroubier (Ceratonia siliqua), le chêne kermès (Quercus coccifera), le myrte commun (Myrtus communis), et une forte présence de la bruyère (Erica manipuliflora). Gyali fut également utilisée pour le pâturage des chèvres qui, avec l'exploitation de la ponce, ont profondément modifié l'équilibre des végétaux sur une si petite île. Les terrasses d'exploitation ont été par la suite aménagée par des plantations paysagères.
L'île abrite une population de lézards de l'espèce Ophisops elegans.